# Saint-Parthem
Saint-Parthem är en kommun i departementet Aveyron i regionen Occitanien i södra Frankrike. Kommunen ligger  i kantonen Decazeville som ligger i arrondissementet Villefranche-de-Rouergue. År 2022 hade Saint-Parthem 406 invånare.

## Befolkningsutveckling
Antalet invånare i kommunen Saint-Parthem
Referens: INSEE